# Настільний токарний верстат

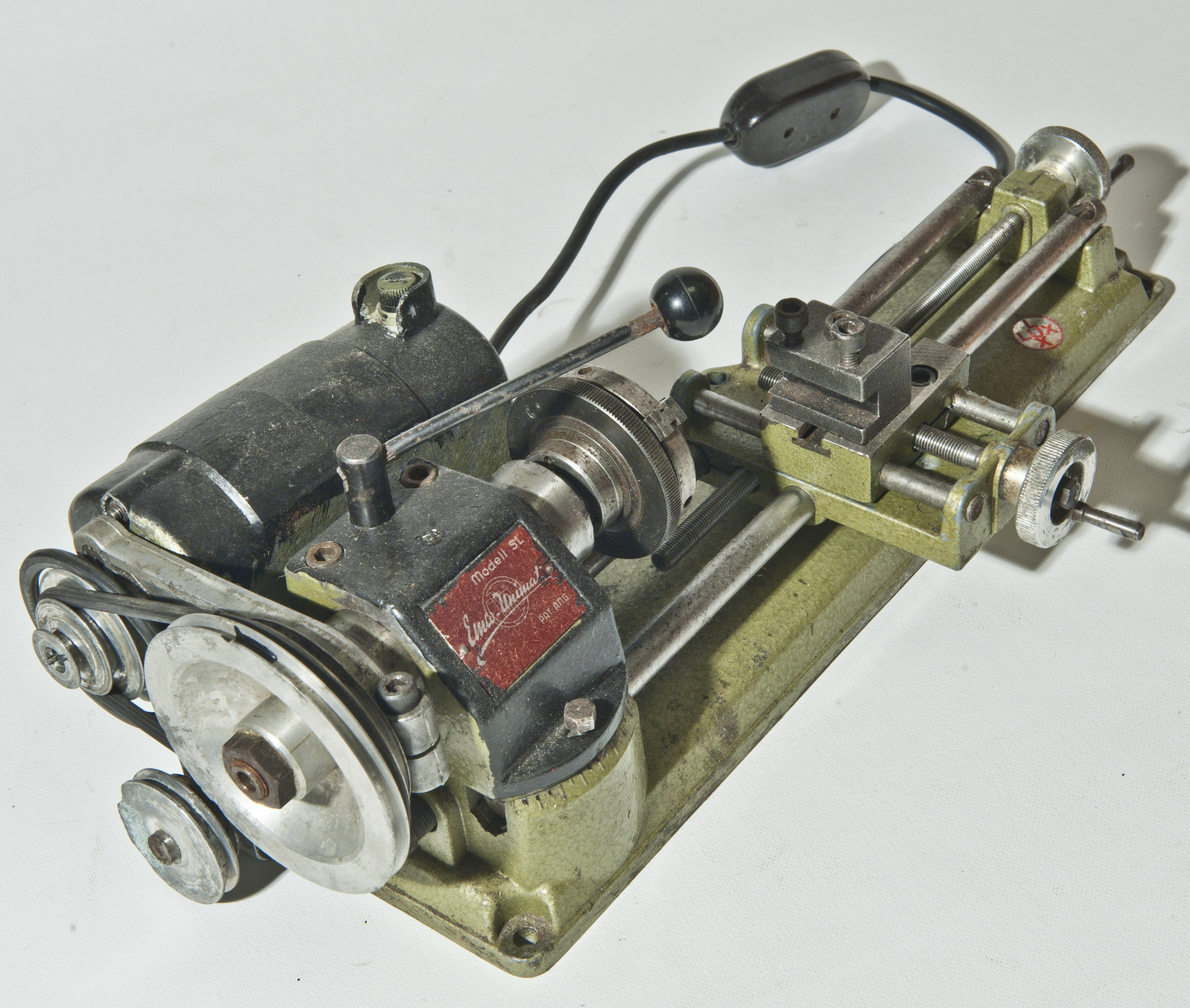
Настільний токарний верстат

Настільний токарний верстат (також мікро-токарний верстат) — токарний верстат, що використовується для комплексної обробки металів та інших твердих матеріалів. Настільні токарні верстати подібні до повнорозмірних токарних верстатів, але відрізняються малими розмірами й окремими спрощеннями в конструкції. Верстати можуть бути зручно використані в тих областях, де використання повнорозмірних токарних верстатів є неможливим або недоцільним. Є популярним інструментом для аматорів через більш доступну ціну.
Верстати добре підходять для використання в умовах обмеженого простору (квартири, будинки, гаражі) для виконання робіт, де не потрібні важка обробка або висока точність. Використовуються аматорами, а також конструкторами й інженерами для прототипування різних конструкцій, у тому числі двигунів, машин та механізмів.
Незважаючи на меншу масу й низьку жорсткість, ніж їхні більші аналоги, дають змогу виконувати багато різних робіт з невеликими деталями.
Самі настільні верстати також є об'єктами інженерного конструювання і шляхом усіляких доробок та приставок перетворюються аматорами на фрезерувальні, довбальні, розточувальні та інші. Окремим напрямом є облаштування настільних верстатів системами числового управління.
Типові настільні токарні верстати мають масу від 20 до 45—60 кг і дають змогу обробляти деталі від 4 до 7 дюймів (100—180 мм) діаметром та від 6 до 12—14 дюймів (150 — 300—360 мм) довжиною. Орієнтовна вартість таких верстатів становить від $ 400 до 1000. Основним виробником є Китай.